# فرناندو راميريز
فرناندو راميريز (بالنرويجية البوكمول: Fernando Ramírez)‏ هو منافس ألعاب قوى نرويجي، ولد في 30 مايو 1974 في سانتو دومينغو في جمهورية الدومينيكان.

## وصلات خارجية
- فرناندو راميريز على موقع الاتحاد الدولي لألعاب القوى (الإنجليزية)